# Вільховець (Кам'янець-Подільська міська громада)
Вільхове́ць — село в Україні, у Кам'янець-Подільській міській громаді, Кам'янець-Подільського району, Хмельницької області.

## Назва
У першій половині XVIII століття носило назву Кармеліти, найймовірніше проходить від назви річки Кармалітанка чи ордену Кармеліти. Сучасна назва пояснюється досить просто, мовляв, походить від назви дерева вільха.

## Географія
Село Вільховець розташоване за 6,3 кілометрів від Кам’янця-Подільського вздовж річки Кармалітанка. На відстані 1,5 кілометра від центру села проходить автошлях національного значення Н03.

### Клімат
Вільховець знаходяться в межах вологого континентального клімату із теплим літом.

## Історія
Під час розвідки вчених-археологів у цій місцевості знайдено 13 курганів на східній околиці і один у центрі села; кам'яного ідола та скарб срібних литовських монет.
Перша письмова згадка про село датується 16 жовтня (25 липня за новим стилем) 1403 року, пізніше згадується 2 вересня 1424 року.
Село також згадується в першій половині XVIII століття під назвою Кармеліти.
Про це поселення краєзнавець Юхим Сіцінський писав: «Виселок Вільховець або Кармеліти, Кармелітська Юридика, виник у ХVІІІ столітті на двох земельних ділянках: Вільховець, що належав францисканському кляштору міста Кам'янець та хутору Кармелітів, що відносився до власність Кам'янецького кармелітського кляштора».
Після приєднання Поділля до Росії імперії всі землі і маєтки кам'янецького єпископа за царським указом були конфісковані.
Внаслідок поразки Перших визвольних змагань на початку XX століття, село надовго окуповане російсько-більшовицькими загарбниками.
Радянська окупація принесла колективізацію та розкуркулення, селяни зазнали репресій.
В 1932–1933 селяни села пережили Голодомор.
Після війни Вільховець перетворився у звичайне бригадне поселення й потрапив до списку неперспективних.
З 24 серпня 1991 року село входить до складу незалежної України.
У 2020 році шляхом об'єднання сільських рад село увійшло до складу Кам'янець-Подільської міської громади.

## Населення
На початку XX століття тут мешкало 264 жителя.
Станом на 2015 рік населення становить 250 осіб.

### Мова
У селі поширена західноподільська говірка, що відноситься до подільського говору, який належить до південно-західного наріччя.
Розподіл населення за рідною мовою за даними перепису 2001 року:
| Мова       | Кількість | Відсоток |
| ---------- | --------- | -------- |
| українська | 245       | 98%      |
| російська  | 5         | 2%       |
| Усього     | 250       | 100%     |

## Відомі люди

### Проживали, перебували
- Морков Аркадій Іванович — власник села та низки подільських сіл, які входили до Кам'янецького староства.

## Охорона природи
Село лежить у межах національного природного парку «Подільські Товтри».

## Галерея

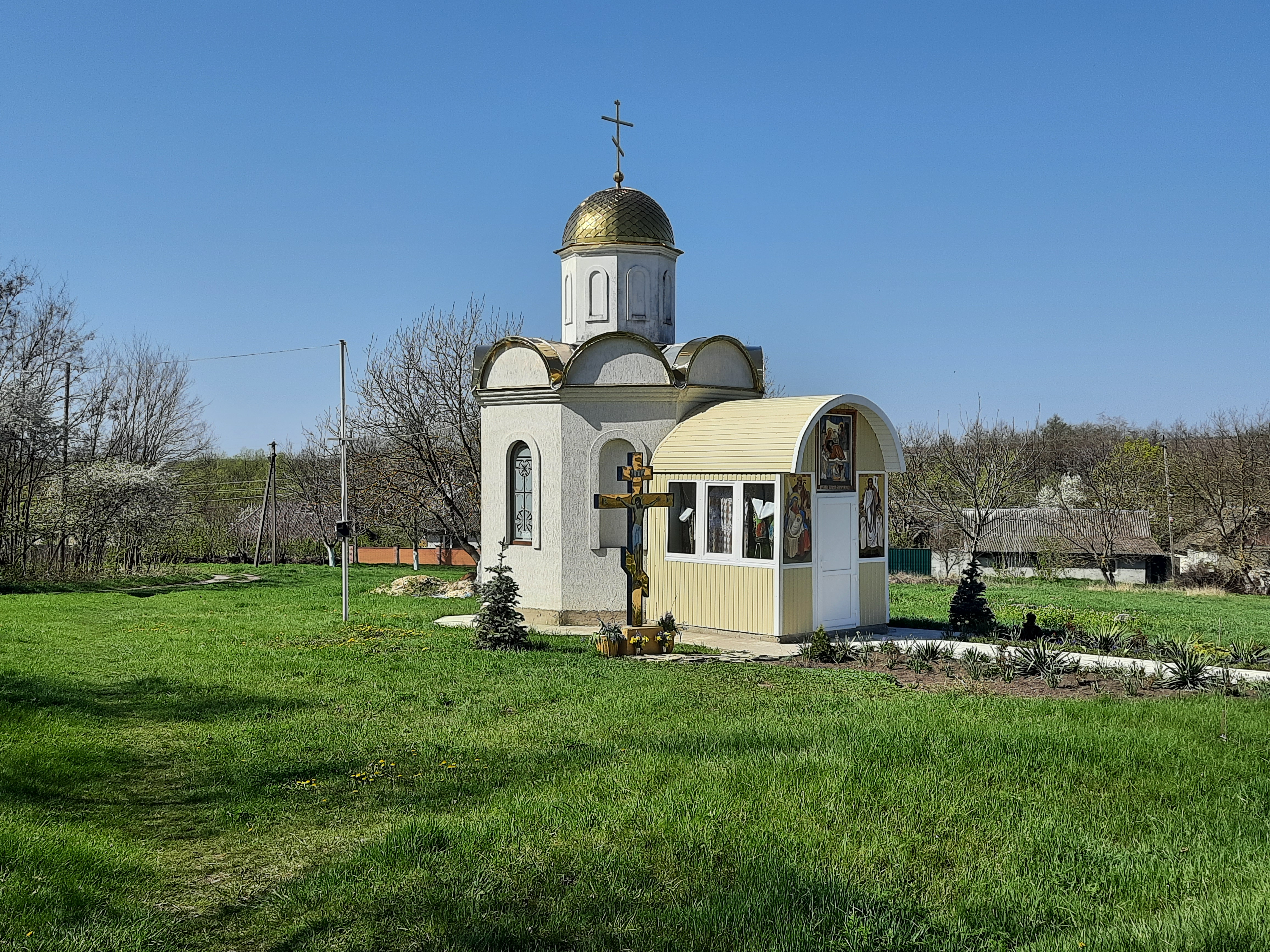
Каплиця
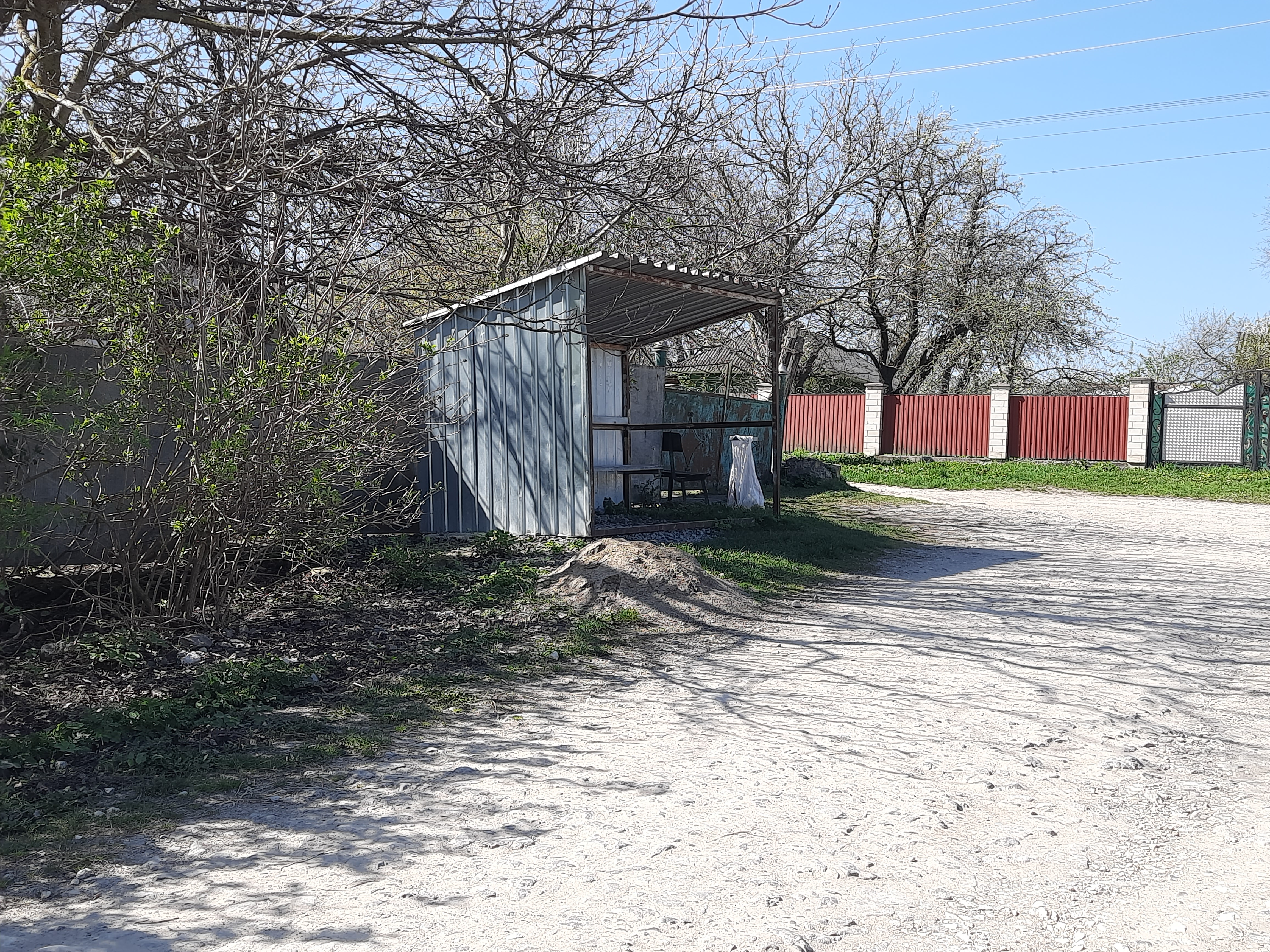
Автобусна зупинка
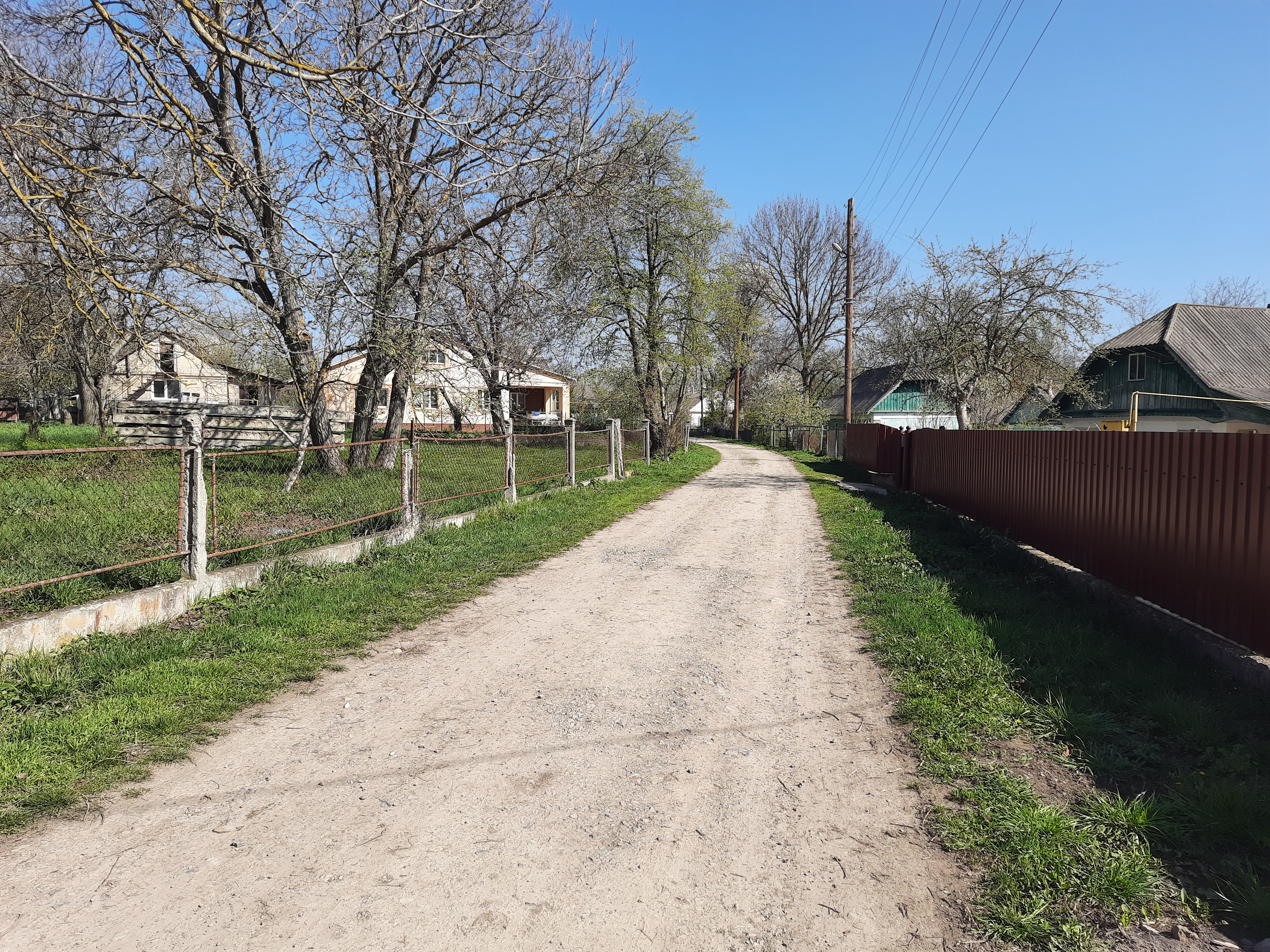
Сільська вулиця
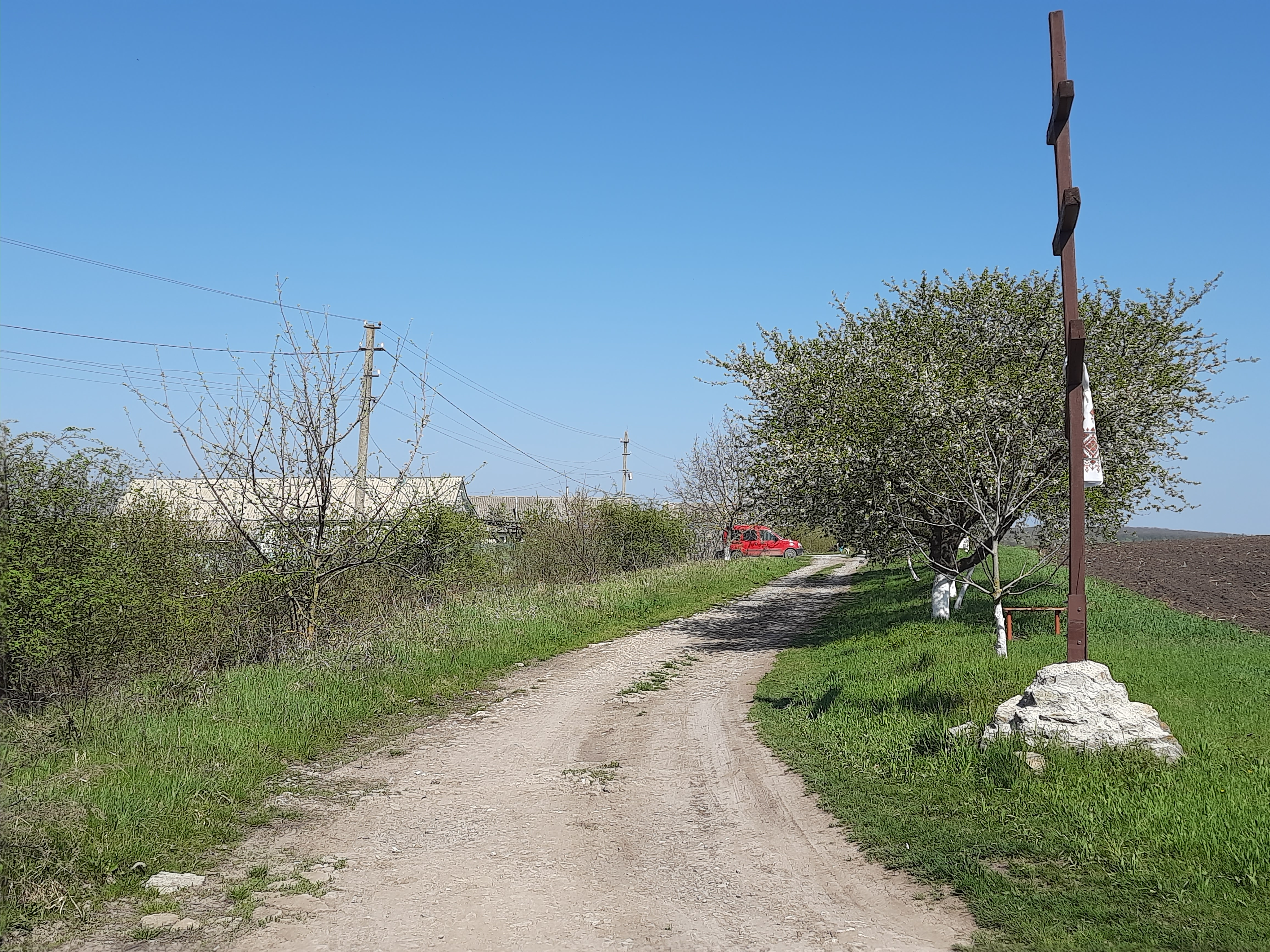
Околиця села
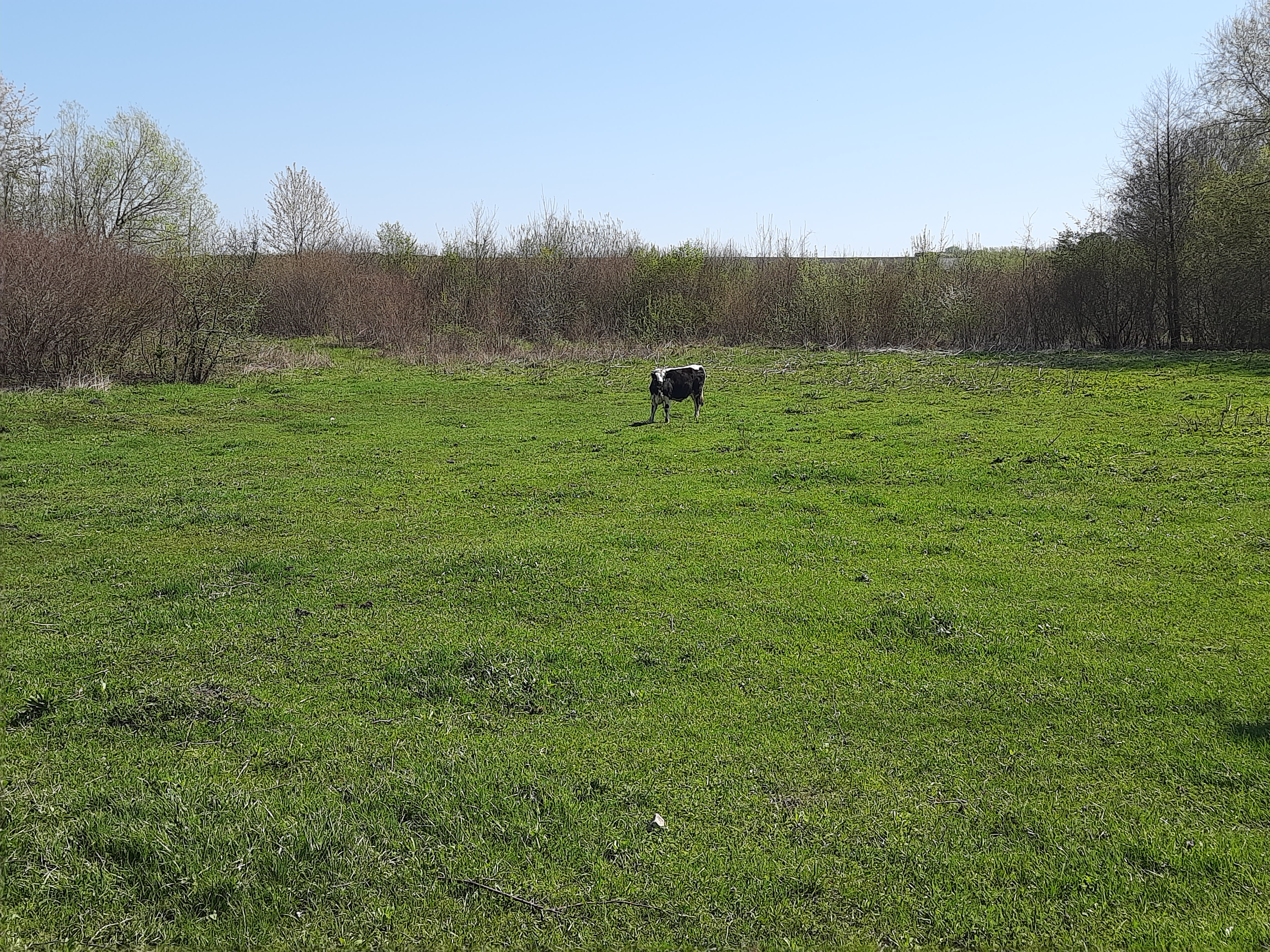
Сільський пейзаж
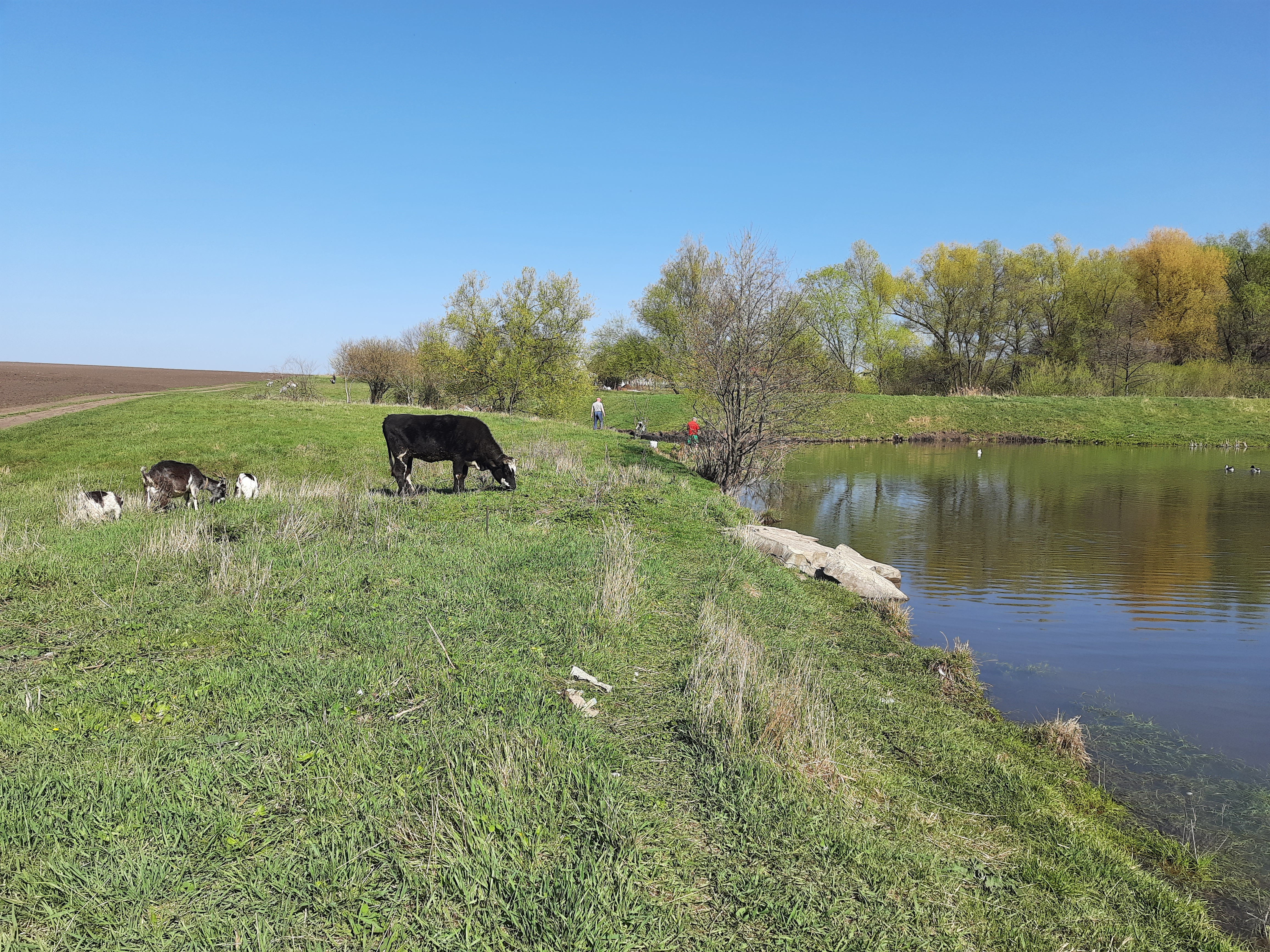
Сільський пейзаж
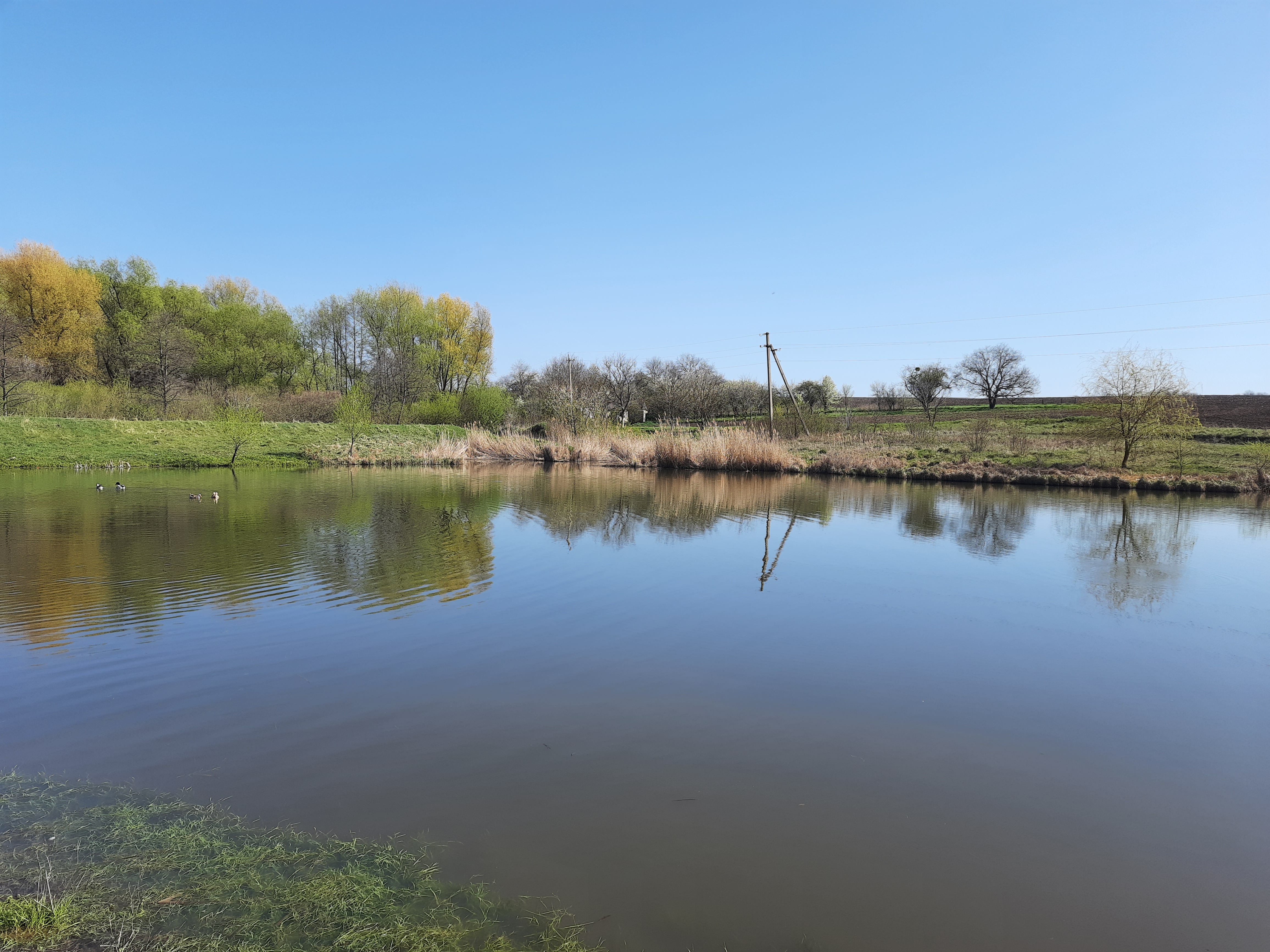
Став біля села